# DeBary
DeBary – miasto w Stanach Zjednoczonych, w stanie Floryda, w hrabstwie Volusia.